# Polskie drogi (serial telewizyjny)

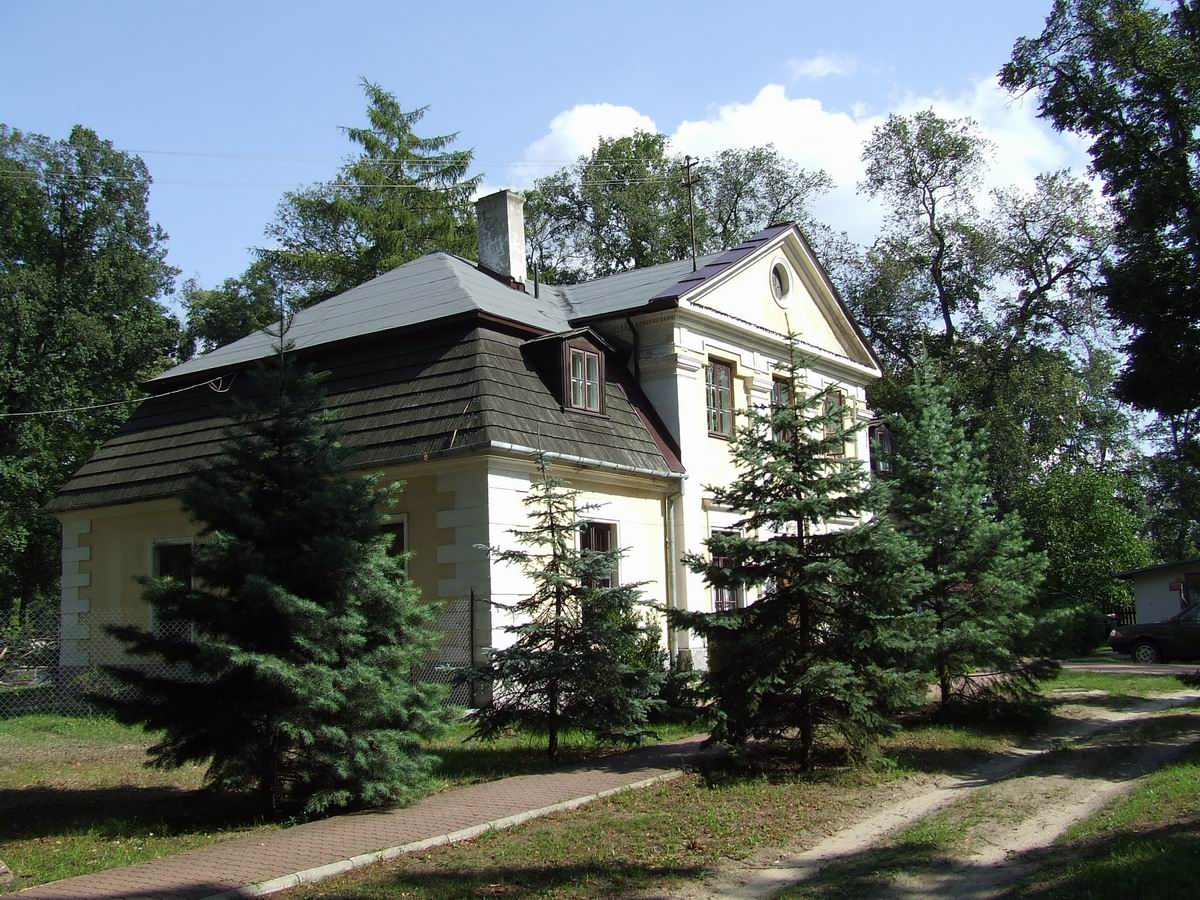
Dwór z odc. 1 i 8

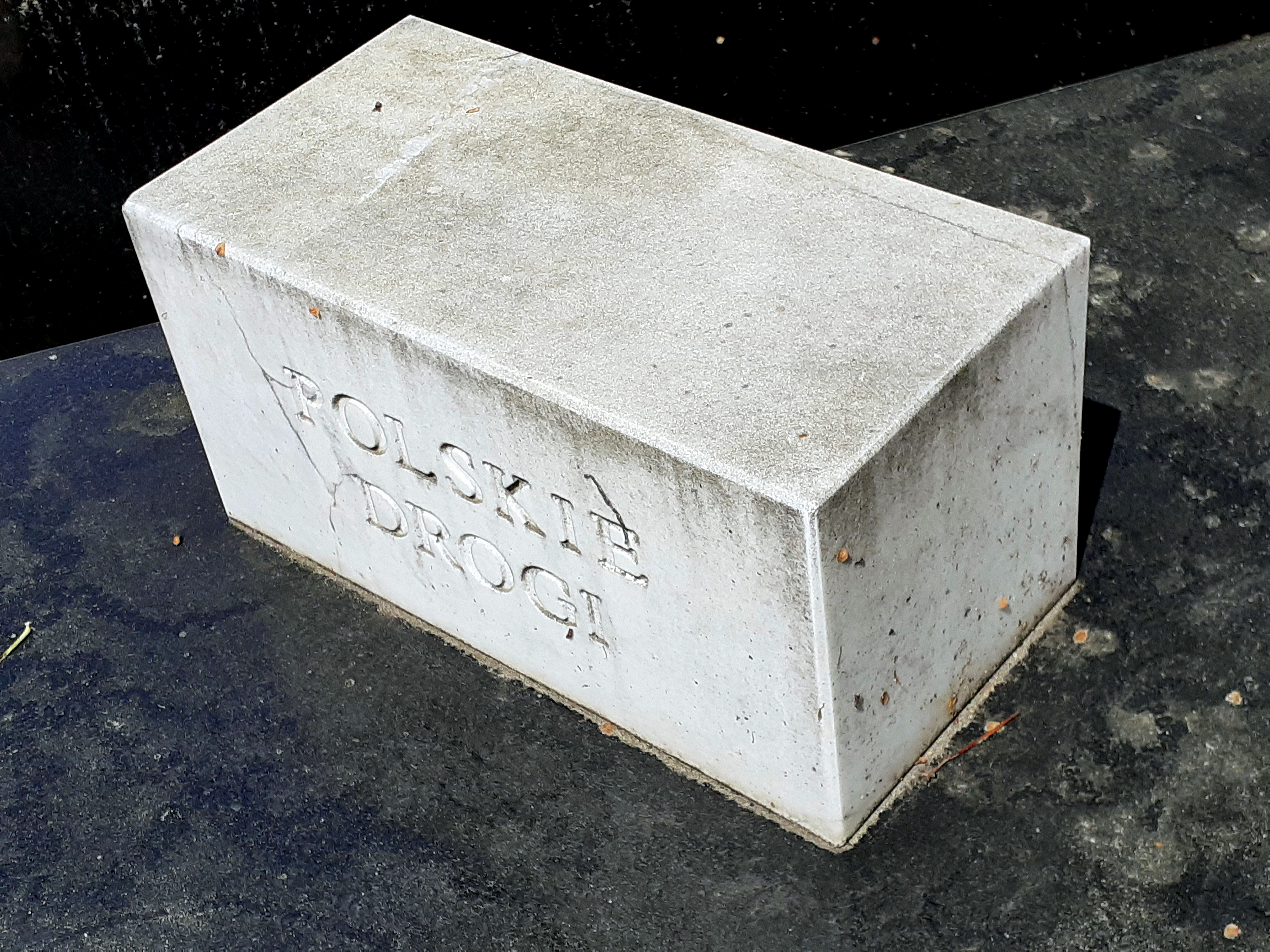
Upamiętnienie serialu na nagrobku Jerzego Janickiego na Cmentarzu Wojskowym na Powązkach w Warszawie

Polskie drogi – polski serial telewizyjny z lat 1976–1977, epicka opowieść o losach Polaków w czasie II wojny światowej. Scenariusz filmu napisał Jerzy Janicki (z wyjątkiem pierwszego odcinka, którego autorem był Bohdan Czeszko), a wyreżyserował Janusz Morgenstern.

## Produkcja
Realizacja serialu Polskie drogi trwała ponad trzy lata. Zdjęcia do ostatniego odcinka serialu finalizowano w sierpniu 1977. Do produkcji zaangażowano – według różnych źródeł ok. 500-600 aktorów. U kresu prac realizacyjnych serialu kierownik produkcji Jerzy Buchwald przyznał, że tworzenie serialu przysparzało wielu trudności zarówno pod względem deficytu odpowiednich czasom wojny plenerów, jak i kostiumów. W rezultacie prac powstało 11 odcinków o czasie 16,5 godziny.
Odcinek pierwszy serialu został wyemitowany jako pilotowy 1 września 1976 roku. Początek emisji całego serialu został zaplanowany na 12 października 1977. Ostatecznie pierwszy odcinek serialu wyemitowano premierowo 16 października 1977 na antenie TVP1 o godz. 20:30. Do listopada 1977 autor scenariusza Jerzy Janicki udzielił kilkunastu wywiadów na temat serialu.
Serial od początku zyskał pozytywne opinie publiczności i cieszył się dużą popularnością. Był wielokrotnie wznawiany przez TVP. Twórcy serialu otrzymali wiele nagród, między innymi za reżyserię, scenariusz, muzykę, a także za kreacje aktorskie.
W plebiscycie tygodnika „Antena” ogłoszonym w połowie 1984 z okazji 20-lecia polskiego filmu telewizyjnego serial został wybrany najpopularniejszym filmem telewizyjnym.

## Plenery
Zdjęcia do serialu powstawały m.in.: w budynku dworskim we wsi Lipków (sceny w dworku w odc. 1 oraz plenery w późniejszym odcinku serialu), w Fotoplastikonie Warszawskim (odc. 11), Tczewie, na Cmentarzu Powązkowskim w Warszawie (w odc. 9 scena pogrzebu Leopolda Niwińskiego, gdy imitację jego grobu przedstawiono tuż za grobowcem rodziny Rosińskich; końcowe sceny serialu w odc. 11), Krakowie, w kościele św. Marcina w Czarnym Potoku (serialowa wieś Owczary – odc. 2, 5 i 7).

## Fabuła
Akcja serialu rozgrywa się podczas II wojny światowej w latach 1939–1943 – rozpoczyna się od kampanii wrześniowej (14. dzień walk), następnie przedstawia codzienność okupacji niemieckiej na ziemiach polskich. Akcja serialu toczy się głównie w okupowanej Warszawie, jednak niektóre wątki ukazują inne miejsca. Fabuła serialu ukazuje wszystkie warstwy społeczne ludności polskiej. Według wypowiedzi reżysera serialu, Janusza Morgensterna, fabuła w dużym stopniu uwzględniła problematykę lewicy społecznej.
Fabuła serialu jest skupiona wokół dwóch ról głównych: plutonowego podchorążego (w odc. 11 porucznika) Władysława Niwińskiego (kreacja Karola Strasburgera) i jego podkomendnego – kaprala, a następnie pracodawcy i przyjaciela – Leona Kurasia (odgrywanego przez Kazimierza Kaczora). W tych dwóch postaciach zawarto losy polskich obywateli w czasie wojny. Równolegle przedstawiono przekrój społeczny, postawy Polaków w czasie okupacji, a także poglądy na postępowanie w czasie wojny. Osią rozwojową fabuły są nawiązania do osoby kapitana Tadeusza Miszczyka (ur. 1908), który ginie podczas kampanii wrześniowej 1939, a jego tożsamość przyjmuje Niwiński, co tworzy komplikacje w powiązaniu z faktem, że Niemcy poszukują ładunku przewożonego przez kapitana na początku wojny.

## Lista odcinków
1. Misja specjalna
2. Obywatele GG
3. Najspokojniejsze miejsce na świecie
4. Na tropie
5. Lekcja geografii
6. Rocznica
7. Lekcja poloneza
8. Bez przydziału
9. Do broni
10. Himmlerland
11. W obronie własnej

## Obsada
| Role główne - Karol Strasburger – podchorąży Władysław Niwiński (1-11) - Kazimierz Kaczor – kapral Leon Kuraś (1-2, 4-11) - Henryk Talar – Johann (Jan) Heimann vel Jan Nowaczyk (1-3, 6-7, 9, 11) Role drugoplanowe - Franciszek Trzeciak – Wacław / Franciszek Bugajczyk, kierowca Miszczyka (1, 4, 7-8, 10-11) - Arkadiusz Bazak – porucznik Józef Zawistowski (1-2, 7-9) - Piotr Fronczewski – Stanisław Mrowiński, nauczyciel i działacz komunistyczny (1, 5-9) - Andrzej Seweryn – sturmbannführer Kliefhorn (2, 4-11) - Stanisław Zaczyk – major Heinckes, oficer Abwehry (2, 4-5, 7-8) - Zofia Mrozowska – Zofia Niwińska, matka Władysława (2, 4-5, 9, 11) - Piotr Pawłowski – Leopold Niwiński, ojciec Władysława (2, 4-5, 9) - Jadwiga Jankowska-Cieślak – Basia Białasówna (2, 3, 4, 9) - Jolanta Lothe – Urszula, żona Kurasia, z domu Zawadzka (4-10) - Jan Englert – Jerzy, kelner, żołnierz AK (4, 7-8) - Beata Tyszkiewicz – Maria/Maryla Miszczyk, wdowa po kapitanie, pianistka (4, 5-8) - Maciej Góraj – tramwajarz Mundek Szczubełek, żołnierz komunistyczny (5-9, 11) - Monika Goździk – Marta, koleżanka Kasi Kozakiewicz, łączniczka GL, później żona Władysława Niwińskiego (8, 10-11) Role epizodyczne - Krzysztof Kowalewski – ułan Waligórski (1) - Marian Łącz – ułan Iwaniuk (1) - Leszek Herdegen – major Leon Korwin (1) - Stanisław Mikulski – kapitan Rogalski (1) - Ryszard Barycz – porucznik Bojanowski (1) - Andrzej Grąziewicz – żołnierz (1) - Ryszarda Hanin – Ewelina Heimann, matka Johana (1, 6, 9) - Tatiana Sosna-Sarno – Ania Heimann, siostra Johana (1, 9, 11) - Andrzej Krasicki – mąż Eweliny, ojciec Johana (1) - Teresa Lipowska – kierowniczka szkoły podstawowej w Porytem (1) - Roman Stankiewicz – Jan Karol Zygadlewicz, profesor archeologii-egiptologii UJ (1-2) - Anna Nehrebecka – Justyna, córka prof. Zygadlewicza (1, 2-3) - Maria Homerska – Bronisława Zygadlewicz, żona profesora (2-3) - Jan Krzyżanowski – kapitan Tadeusz Miszczyk (1) - Tadeusz Włudarski – policjant (1) - Irena Laskowska – pani Maria (1) / Irena (8), właścicielka dworku - Jan Adamski – ksiądz Pycnik, proboszcz w Owczarach (2, 5) - Włodzimierz Boruński – Żyd Sommer, właściciel kamienicy Niwińskich (2, 4, 8) - Wacław Kowalski – kościelny Wawrzyniec Kulpiński (2, 4-5) - Saturnin Żórawski – major Linowski (2) - Bronisław Pawlik – Jedliński, nauczyciel geografii (2, 4-5) - Konrad Morawski – Tosiek Szczubełek, dozorca w kamienicy Niwińskich (2, 5-6) - Aleksander Bardini – Stefan, naczelnik poczty (2, 4-6, 11) - Marek Walczewski – Henryk Gorączko, konfident (2, 4, 7) - Jolanta Skowrońska – Rysińska, ciotka Władka (2, 9) - Jan Orsza – dwie role: profesor UJ (2) / naczelnik poczty (4) - Karol Podgórski – profesor UJ (2) - Marian Friedmann – dozorca kamienicy w której mieszkał Marek Ruciński (2) - Jerzy Nowak – fotograf Tadeusz Białas, ojciec Basi (2) - Jan Himilsbach – klient u fotografa (3) - Zygmunt Maciejewski – prof. Gleibnitz, znajomy Zygadlewiczów (3-4) - Zygmunt Kęstowicz – kolejarz Józef Białas, stryj Basi (3-4, 9) - Henryk Bąk – Antoni Siemiński, wuj Basi (3-4) - Tomasz Zaliwski – Grządziela, kolejarz, komunista (3, 6-7) - Joanna Kasperska – Helena Kwapik, służąca doktora Wimmera (3) - Lech Ordon – doktor Wimmer, niemiecki lekarz rentgenolog (3) - Alina Szpak – Truda Lipowski, sekretarka Wimmera (3) - Żelisława Malska – Elza Wimmer, żona doktora (3) - Joachim Lamża – oficer SS prowadzący śledztwo w sprawie włamania do gabinetu Wimmera (3) - Juliusz Kalinowski – dwie role: starzec w dworku (1) / staruszek z pieskiem u fotografa (3) - Marek Kępiński – Wacek, szwagier dorożkarza Szkudlarka (4-5) - Barbara Sołtysik – Maria, żona Henryka Gorączki (4-5) - Jerzy Januszewicz – dorożkarz Szkudlarek (4-6) - Jerzy Michotek – Adaśko Horoszewski, dawny furman Leona Kurasia, rikszarz Gorączki (4, 5, 7) - Jerzy Kaliszewski – aptekarz Kudliński, szef komórki AK (5-6, 8-9) - Czesław Mroczek – dozorca kamienicy Jedlińskiego (5) - Bohdan Ejmont – Bolesław Olczak, szwagier Kurasia (5, 6) - Kazimiera Utrata – żona Bolesława Olczaka, szwagierka Kurasia (5) - Barbara Drapińska – Żychlińska, ciotka Władka, jego matka chrzestna (5) - Jacek Nieżychowski – dziedzic Korab-Makomaski (5) - Hanna Orsztynowicz – Zofia Szczubełkowa, żona Mundka (5-8) - Edmund Karwański – gestapowiec w mieszkaniu Żychlińskiej (5) - Zbigniew Zapasiewicz – Paweł Krajewski, antykwariusz, nauczyciel na tajnych kompletach, członek AK, przedwojenny nauczyciel Władysława Niwińskiego (6-7, 9) - Józef Duriasz – ksiądz Andrzej (6) - Szczepan Baczyński – proboszcz parafii księdza Andrzeja (6) - Kazimierz Dejunowicz – kościelny w parafii księdza Andrzeja (6) - Tadeusz Jastrzębowski – Grolnitz, oficer niemiecki handlujący z Kurasiem (6) - Stanisław Gawlik – Franciszek Bolkowski, właściciel zakładu pogrzebowego, wspólnik Kurasia (6-7) - Andrzej Makowiecki – Michał vel Michel, kolega Mundka (6) - Łucja Kowolik – Hanna Walkiewicz, pracownica piekarni dostarczająca Mundkowi list Michela (6) - Janusz Bylczyński – majster pomagający Michelowi w ucieczce (6) - Stefan Śródka – robotnik Frączak pomagający Michelowi w ucieczce (6) - Anna Szczepaniak – Zosia, kobieta pomagająca Michelowi w ucieczce (6) - Eugeniusz Priwieziencew – Waldek Borkiewicz, brat Hanny Szczubełkowej (6, 7) - Stefan Friedmann – fotograf, członek komórki AK (6) - Wanda Stanisławska-Lothe – wróżka Honorata, współpracowniczka gestapo (6) - Marcel Novek – untersturmführer, przełożony Heimanna (6) - Mieczysław Milecki – doktor Jan Szymkowski, ojciec Lutka (7) - Adam Ferency – Lutek Szymkowski, kolega szkolny Władka (7) - Jacek Chmielnik – Mureńko, kolega szkolny Władka (7) - Maria Pakulnis – Basia, dziewczyna na przyjęciu kolegów szkolnych (7) - Bronisław Surmiak – dozorca kamienicy, w której mieszka Johan Heimann jako Jan Nowaczek (7, 9) - Włodzimierz Bednarski – granatowy policjant (7) |  | - Zdzisław Maklakiewicz – Karol Maria Fabiankiewicz, „Loluś”, nauczyciel tańca (7) - Zofia Grabińska – żona Fabiankiewicza (7) - Zdzisław Salaburski – gestapowiec przesłuchujący Fabiankiewicza (7) - Maria Czubasiewicz – barmanka Jadzia (7, 8) - Jerzy Moes – gestapowiec, podwładny Kliefhorna (7-9) - Patrycja Piętkowska – Noemi, wnuczka Sommera (8-9) - Daria Trafankowska – Kasia Kozakiewicz, córka mecenasa (8-9) - Jan Machulski – mecenas Stefan Kozakiewicz, komunista (8-9, 11) - Kazimierz Zarzycki – Dziuba, dozorca domu, w którym pracuje i mieszka Kuraś (8-9) - Michał Kula – wykonawca wyroku na majora Heynckessa (8) - Jerzy Pożarowski – wykonawca wyroku na majora Heynckessa (8) - Szymon Pawlicki – motorniczy Szymusik (8) - Robert Rogalski – dyspozytor w zajezdni tramwajowej (8) - Maria Gładkowska – łączniczka kontaktująca się z Mundkiem (8) - Andrzej Prus – radiotelegrafista (8) - Stanisław Bieliński – leśnik przy zrzucie spadochroniarzy PPR (8) - Maciej Staniewicz – Sylwek, dowódca oddziału GL (8-10) - Andrzej Precigs – Marian, partyzant GL (9-10) - August Kowalczyk – gestapowiec Schröder (9-11) - Wiesław Drzewicz – szewc Stanisław Drabik vel Drobniak, komunista (9-11) - Zbigniew Koczanowicz – stolarz Józef Przyłuski (9) - Elżbieta Wieczorkowska – Przyłuska, żona stolarza (9) - Piotr Pręgowski – partyzant GL przyjmujący przysięgę oddziału (9) - Andrzej Mirecki – partyzant GL (9) - Jan Piechociński – Darek, partyzant GL (9) - Leonard Andrzejewski – strażnik więzienny na Szucha (9) - Wojciech Szymański – Zbyszek, żołnierz AK, uczestnik planowanej akcji na dworcu krakowskim, szkolny kolega Władka (9) - Marek Obertyn – Rafał, żołnierz AK, uczestnik planowanej akcji na krakowskim dworcu, szkolny kolega Władka (9) - Zdzisław Szymborski – współwięzień Krajewskiego na Szucha (9) - Stefan Knothe – lekarz opatrujący Krajewskiego na Szucha (9) - Zygmunt Fok – Niemiec współpracujący z AK (9) - Izabella Dziarska – manicurzystka Mirka, koleżanka Basi Białasówny (9) - Stanisław Bieliński – leśnik (9) - Edward Wnuk – żandarm sprawdzający dokumenty Basi Białasówny (9) - Maria Przybylska – karmicielka wszy (9) - Iwona Świda – karmicielka wszy (9) - Tadeusz Bogucki – naczelnik w banku, współpracownik AK (9) - Jarosław Kopaczewski – dwie role: Ludek, uczeń profesora Jedlińskiego (5) / Klaus, narzeczony Ani Heimann (9) - Jerzy Tkaczyk – Tomanek, funkcjonariusz niemiecki handlujący z Kurasiem (10) - Adam Perzyk – urzędnik niemiecki czytający obwieszczenie na placu (10) - Urszula Hałacińska – siostra Szarytka, opiekunka w ochronce (10) - Zofia Sykulska-Szancerowa – siostra Szarytka, opiekunka w ochronce (10) - Mieczysław Kalenik – chłop Józef Kaleta ze wsi Nalepy, współpracownik oddziału GL (10) - Ewa Strzałkowska – Jadźka, żona Kalety (10) - Piotr Krasicki – Kazik, syn Kalety (10) - Emil Karewicz – chłop Poraj ze wsi Nalepy (10) - Maria Głowacka – żona Poraja (10) - Ewa Błaszczyk – Hanka, córka Poraja (10) - Barbara Burska – nauczycielka we wsi Nalepy (10) - Andrzej Gawroński – oficer żandarmerii kierujący akcją wysiedlania wsi Nalepy (10) - Piotr Grabowski – Niemiec, morderca rodziny Poraja (10) - Roman Bartosiewicz – żołnierz niemiecki w obejściu Poraja (10) - Janusz Cywiński – zegarmistrz współpracujący z oddziałem GL (10) - Zbigniew Korepta – strażnik przy wagonie z dziećmi (10) - Andrzej Żółkiewski – partyzant GL (10) - Zbigniew Buczkowski – Rysiek, partyzant z GL (10) - Henryk Łapiński – kowal (10) - Zofia Perczyńska – wiejska baba (10) - Tadeusz Somogi – więzień uwolniony przez partyzantów (10) - Grzegorz Warchoł – lekarz badający rannego Sylwka (10) - Klemens Mielczarek – agent gestapo - Andrzej Siedlecki – agent gestapo - Zdzisław Szymborski – dwie role: (1) / współwięzień Krajewskiego na Szucha (9) - Tadeusz Bogucki – naczelnik banku, współpracownik AK (9) - Zofia Perczyńska – dwie role: (2) / wiejska baba (10) - Stanisław Michalik – drukarz Piotr Widymski „Lopez”, członek kierownictwa PPR (11) - Jan Skotnicki – doktor Andrzej Kozakiewicz, brat Stefana (11) - Marek Frąckowiak – Marek, członek GL (11) - Michał Bajor – członek GL (11) - Paweł Wawrzecki – Marek, członek GL (11) - Kazimierz Meres – ordynator w szpitalu (11) - Stanisław Jaśkiewicz – profesor w szpitalu leczący Klausa, narzeczonego Ani Heimann (11) - Tadeusz Walczak – Konopko, właściciel fotoplastikonu (11) - Mariusz Gorczyński – scharführer Emil Michanek (11) - Klemens Mielczarek – agent gestapo (11) - Andrzej Siedlecki – agent gestapo (11) - Andrzej Piszczatowski – gestapowiec aresztujący Widymskiego (11) - Jolanta Wyczesana – Karolina, sympatia Johanna Heimanna, agentka gestapo (11) - Rudolf Gołębiowski – właściciel mieszkania do szkoleń członków GL (11) |

## Odniesienia historyczne i krytyka

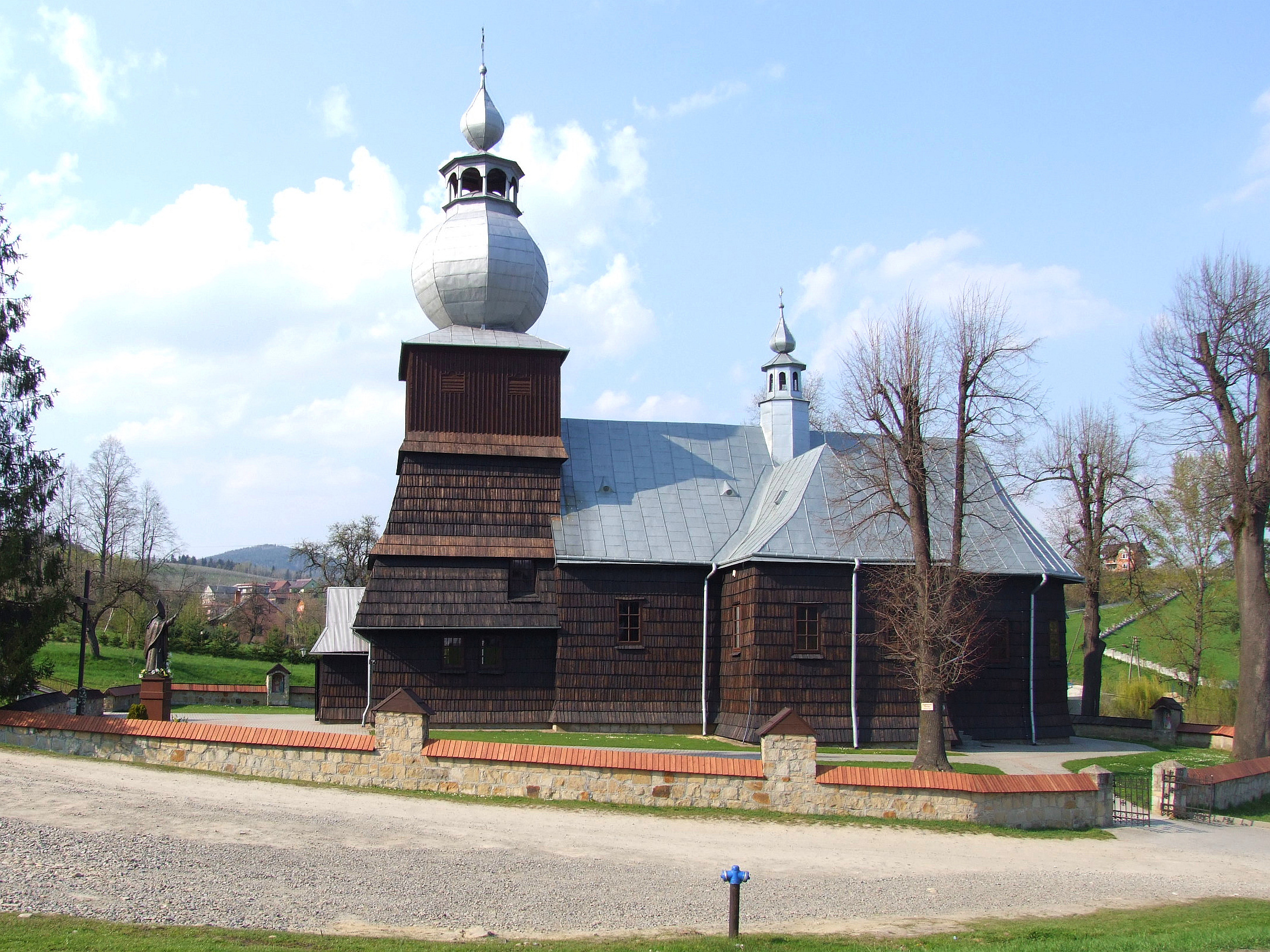
Drewniany kościół z odc. 2

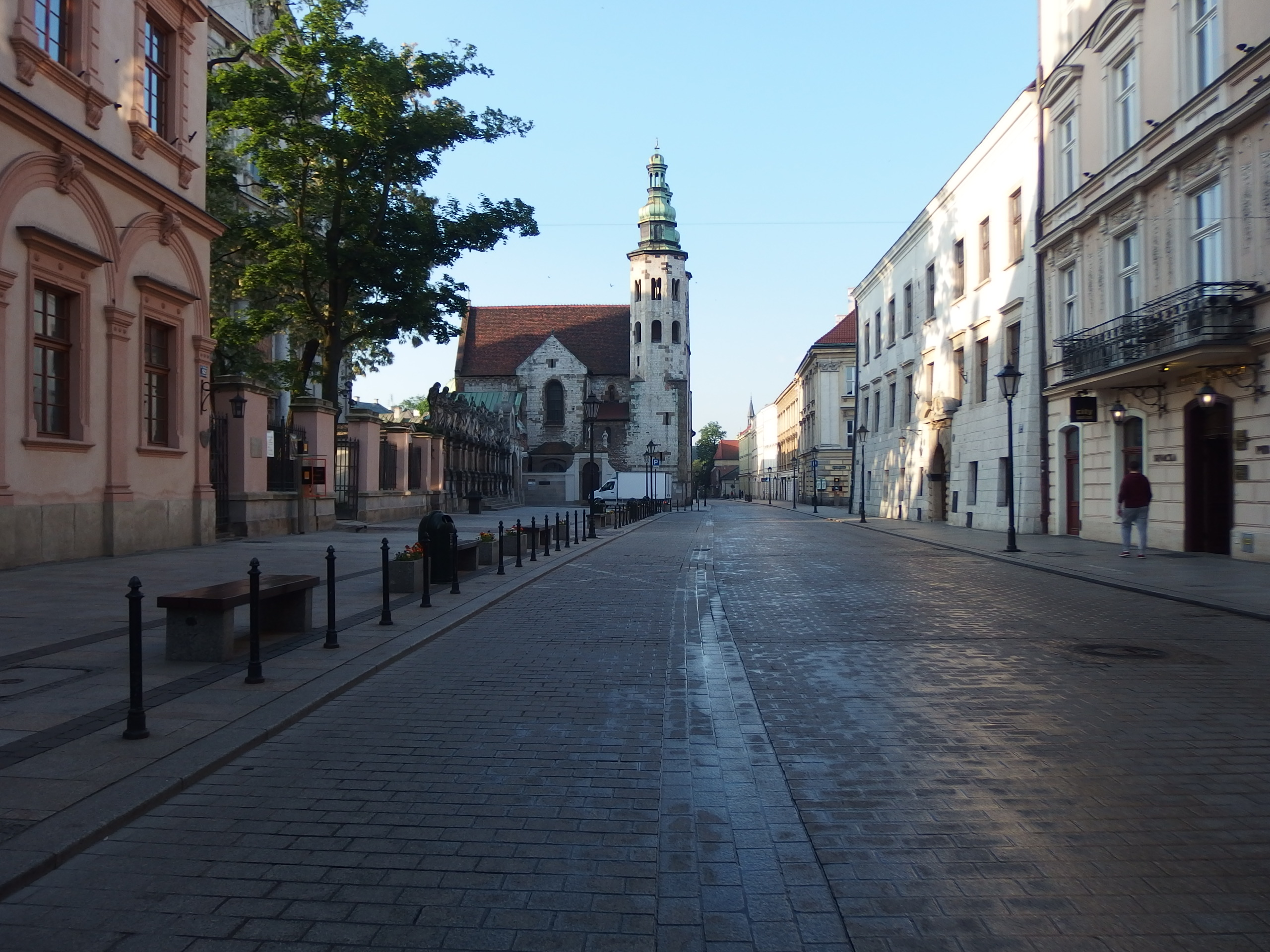
Ulica Grodzka w Krakowie, przy której mieści się zakład fotograficzny Białasa (odc. 2 i 3)

Losy bohaterów mają charakter fikcyjny. Tym niemniej fabuła serialu ukazuje autentyczne zdarzenia historyczne, które miały miejsce podczas II wojny światowej: kampanię wrześniową 1939, aresztowanie wykładowców uniwersyteckich w Krakowie 6 listopada 1939, zbrodnię w Wawrze (26/27 grudnia 1939), losy Polaków na obszarach przyłączonych do III Rzeszy, tworzenie niemieckiego obozu koncentracyjnego Auschwitz-Birkenau (1940), zbrodnię w Palmirach (1940, jest także mowa o jednej z ofiar Januszu Kusocińskim), aresztowanie komendanta głównego Armii Krajowej, Stefana „Grota” Roweckiego (30 czerwca 1943 przy ul. Spiskiej 14 m. 10 – scena ukazana w filmie wraz z adresem), karmiciele wszy.
Ponadto jest wiele odniesień i wzmianek do wydarzeń historycznych. Główny bohater Władysław Niwiński we wrześniu 1939 otrzymuje rozkaz wykonania misji specjalnej – z polecenia prezydenta Rzeczypospolitej Ignacego Mościckiego ma konwojować dyrektora Gozdalskiego, przewożącego ładunek do Krzemieńca na krańcu ówczesnego obszaru Polski. W Krakowie Niwińskiego zastaje proklamacja Generalnego Gubernatorstwa (26 października 1939); w Warszawie rozchodzi się informacja o zbrodni w Wawrze (26 na 27 grudnia 1939), ludność polska otrzymuje wieści o kampanii i kapitulacji Norwegii (kwiecień 1940) kampanii i upadku Francji (od maja do czerwca 1940), akcji małego sabotażu w Warszawie, wieści o katastrofie lotniczej pod Wiaźmą (26 września 1941, samolotem leciała Grupa Inicjatywna PPR), utworzenie Polskiej Partii Robotniczej 5 stycznia 1942, powstanie Gwardii Ludowej w kwietniu 1942 i zaprzysiężenie pierwszego oddziału w Chylicach im. Stefana Czarnieckiego, wzmianka o układzie Sikorski-Majski (z 30 lipca 1941), akcje wysiedleńcze i pacyfikacyjne na Zamojszczyźnie jesienią 1942, doniesienia o zakończeniu bitwy stalingradzkiej (3 lutego 1943), wieści o powstaniu w getcie warszawskim (kwiecień 1943) i związane z tym akcje GL ratowania uciekających z getta kanałami Żydów (sceny ukazane w serialu), ludność Warszawy jest poinformowana o katastrofie lotniczej 4 lipca 1943 w Gibraltarze, w której zginął generał Władysław Sikorski (jego osoba jest w serialu wzmiankowana kilkakrotnie).
Opinie krytyczne wytykają scenariuszowi serialu przypadki zafałszowania i manipulacji prawdy historycznej, wskazując m.in. ukrycie i marginalizację działalności Armii Krajowej w okupacyjnej Warszawie i wystawienie na pierwszym planie aktywności przedstawicieli Gwardii Ludowej (organizacji zbrojnej PPR). W efekcie w fabule serialu działacze komunistyczni jawią się jako główni przedstawiciele polskiej konspiracji podziemnej. W odc. 8 zawarto wzmianki i położono akcenty na działalność tego ruchu, gdy jego działacz Mundek Szczubełek proponuje Żydowi Sommerowi pomoc w ukryciu go przedstawiając komunistów jako działających w tym zakresie. W tym odcinku jest także mowa o katastrofie lotniczej w rejonie Wiaźmy 26 września 1941 członków Grupy Inicjatywnej PPR – Mundek Szczubełek pyta wówczas, czy na pokładzie samolotu mógł być Janek Krasicki. Pod koniec odcinka, po ukazanej Wigilii u Kurasiów, jest przedstawione zrzucenie przez lotnictwo radzieckie polskich komunistów z Grupy Inicjatywnej w okolicach Wiązowny, które historycznie miało miejsce 28 grudnia 1941 (w serialu komunista Stanisław Mrowiński mówi, że wśród zrzuconej grupy rozpoznał Marcelego Nowotkę, z którym siedział w więzieniu w Rawiczu). Aktywiści innych związków, w tym Armii Krajowej, są przedstawieni w mniejszym stopniu i niejednoznacznie w ocenie, zaś postać Jerzego z AK (rola Jana Englerta) jest ukazana jako porywcza i nie w pełni racjonalna, w przeciwieństwie do działaczy komunistycznych (np. Mundek Szczubełek), zaprezentowanych jako rozważnych i spokojnych. Ponadto konfrontacja przedstawicieli Armii Krajowej i komunistów następuje w czasie rozmowy historyka Pawła Krajewskiego i komunisty Stanisława Mrowińskiego, podczas której ten pierwszy odmawia współpracy temu drugiemu agitującemu i nie akceptuje działalności komunistów, którzy w swoich działaniach bojowych nie mają poparcia funkcjonującej polskiej władzy podziemnej. Tuż po dyskusji obaj zostają aresztowani przez Gestapo, następnie są przesłuchiwani i torturowani, jednak żaden z nich solidarnie nie wydaje drugiego. Po zabójstwie wysokiego funkcjonariusza niemieckiego, szefa Urzędu Zatrudnienia Hansa Glaubera w dniu 20 maja 1942, grupa więźniów zostaje skazana na śmierć, w tym Krajewski i Mrowiński, którzy przed egzekucją podają sobie dłoń.

## Upamiętnienie
Dla upamiętnienia serialu i jego twórców w styczniu 2005 Rada Warszawy nadała nazwę Polskie Drogi ulicy w dzielnicy Ursynów.